# 奈良県立五條高等学校の人物一覧
奈良県立五條高等学校の人物一覧（ならけんりつごじょうこうとうがっこうのじんぶついちらん）は、奈良県立五條高等学校に関係する主な人物の一覧記事。

## 著名な出身者

### 政治（立法・行政）
- 木村篤太郎 - 元防衛庁長官。保安庁長官、法務大臣、法務総裁、行政管理庁長官、司法大臣、元検事総長を歴任。参議院議員、東京弁護士会会長。正三位勲一等旭日大綬章受章
- 藤岡長和 - 熊本県官選知事。和歌山県・佐賀県官選知事を歴任
- 藤岡長敏 - 兵庫県官選知事。静岡県・香川県官選知事を歴任。藤岡長和の弟
- 前田正男 - 元科学技術庁長官。元衆議院議員（奈良県全県区選出；自民党）
- 槇野勇 - 元警視総監
- 田野瀬良太郎 - 大和大学学長。元衆議院議員（奈良4区選出；自民党）、元奈良県議会議員（五條市選挙区選出）、元五條市議会議員、元自民党統括副幹事長、西大和学園創立（創始）者・元理事長
- 森本康敬 - ソロモン諸島駐箚特命全権大使。元釜山総領事
- 寺本熊市 - 陸軍航空本部長。陸軍中将

### 法曹
- 鬼追明夫 - 弁護士。元日本弁護士連合会会長、元整理回収機構代表取締役社長

### 学術
- 久野収 - 哲学者。学習院大学教授。
- 辻井正 - 医師。元奈良県立医科大学学長

### 経済・実業
- 七浦広志 - 医師。トヨタ自動車統括産業医。
- 平田進也 - 伝説的添乗員。日本旅行。

### 文芸
- 花岡大学 - 児童文学者。中退
- 川村たかし - 児童文学者。著作に「山へいく牛」、「新十津川物語」など。
- 楳図かずお - 漫画家。著作に「まことちゃん」、「漂流教室」など。

### 舞台芸術・芸能
- 笑福亭竹林 - 1975年卒、落語家。

### スポーツ
- 山下貞子 - 競泳選手、ヘルシンキオリンピック代表
- 坂口文子 - 競泳選手、ヘルシンキオリンピック代表
- 坂本和子 - 競泳選手、ヘルシンキオリンピック代表
- 宮部シズエ - 競泳選手、ヘルシンキ・ローマオリンピック代表
- 佐藤喜子 - 競泳選手、メルボルン・ローマオリンピック代表
- 島田節子 - 競泳選手、メルボルンオリンピック代表
- 和田映子 - 競泳選手、メルボルン・ローマオリンピック代表
- 東美代子（英語版） - 競泳選手、東京オリンピック代表
- 菊谷多鶴子（英語版） - 競泳選手、東京オリンピック代表
- 川西繁子 - 競泳選手、メキシコ・ミュンヘンオリンピック代表
- 古谷真吾 - 阪神電鉄本社から阪神タイガース球団代表。

### 著名な教職員
- 北川桃雄 - 奈良県立五條中学校時代の英語科教諭、美術史家。